# Vicki Roycroft
Victoria Roycroft née Rose (née le 17 avril 1953 à Melbourne) est une cavalière australienne de concours complet et de saut d'obstacles.

## Carrière
Victoria Roycroft a représenté l'Australie lors de trois Jeux olympiques.
Aux Jeux olympiques d'été de 1984 à Los Angeles, dans la compétition de concours complet, elle est 21e de l'épreuve individuelle. En équipe avec Wayne Roycroft, Mervyn Bennet et Andrew Hoy, elle est cinquième de l'épreuve par équipe.
Aux Jeux olympiques d'été de 1988 à Séoul, dans la compétition de saut d'obstacles, en équipe avec Jeff McVean, Rodney Brown et George Sanna, elle est dixième de l'épreuve par équipe.
Aux Jeux olympiques d'été de 1996 à Atlanta, dans la compétition de saut d'obstacles, elle est 55e de l'épreuve individuelle. En équipe avec Russell Johnstone, David Cooper et Jennifer Parlevliet, elle est dix-huitième de l'épreuve par équipe.
En 2000, elle reçoit la médaille australienne des Sports.

## Famille
Elle est l'épouse de Wayne Roycroft de 1976 à 2000 ; elle est aussi la bru de Bill Roycroft et la belle-sœur de Barry Roycroft et de Clarke Roycroft.